# Énora Villard
Énora Villard (* 27. Oktober 1993 in Aix-en-Provence) ist eine französische Squashspielerin. 

## Karriere
Énora Villard begann ihre professionelle Karriere in der Saison 2013 und gewann bislang drei Titel auf der PSA World Tour. Ihre höchste Platzierung in der Weltrangliste erreichte sie mit Rang 37 im Februar 2022. Mit der französischen Nationalmannschaft nahm sie 2018, 2022 und 2024 an der Weltmeisterschaft teil. Bei Europameisterschaften wurde sie zunächst 2018 mit der Mannschaft Vizeeuropameisterin, ehe ihr 2019 mit dieser der Titelgewinn gelang. Im Einzel erreichte sie 2023 das Finale der Europameisterschaft, das sie gegen Nele Gilis verlor.

## Erfolge
- Vizeeuropameisterin: 2023
- Europameisterin mit der Mannschaft: 2019
- Gewonnene PSA-Titel: 3